# Ugāle
Ugāle – miejscowość w novadsie Windawa, na Łotwie, przy drodze łączącej Rygę z Windawą, 1717 mieszkańców (2015). W kościele luterańskim z 1697 roku znajdują się najstarsze na Łotwie organy (1701), w Ugāle mieści się również jedyny w kraju warsztat rzemieślniczy produkcji organów.
Znajduje się tu stacja kolejowa Ugāle, położona na linii Windawa - Tukums.